# Сурхай-хан Кун-Буттай
Сурхай-хан II Кун-Буттай, Сурхай-хан Казикумухский; 1744, Кумух, Казикумухское ханство — 1827, Согратль, Андалал) — правитель Казикумухского и Кюринского ханств. Из рода шамхалов.

## Биография
Отец Сурхая Мухаммад-хан Казикумухский был по крови хан, а мать не происходила из владетельной фамилии/ Сурхай-хан II соответственно считался по происхождению чанка.
Сурхай-хан II ещё будучи ребёнком, в гневе убил Аслан-Гусейна своего единокровного брата, сына его отца от первой жены, за что другой его единокровный брат, Шахмардан начал питать к нему кровную вражду, но так как Сурхай-хан II был любимцем их отца Мухаммад-хана, Шахмардан не нашёл возможности отомстить ему по обычаям и уехал из Казикумуха в Южный Дагестан где Шахмардан при поддержке Фет-Али-хана образовывает своё собственное Кюринское владение объеденив под своим руководством гюнейский магал, курахский магал и др. Однако незадолго до Фет-Али-хана умер и Шахмардан оставив 5 сыновей один которых должен был наследовать Кюринское владение, но Сурхай-хан воспользовавшийся смертью Фет-Али-хана захватил Кюру и присоединил её к Казикумуху. Присоединив Кюру Сурхай-хан обратил своё внимание на общества долины Самура которые упорно сохраняли свою независимость от соседей. Сурхай-хану выпал удобный случай вмешаться в конфликт произошедший в Самурской долине, жители селений Ялаг, Кака, и Луткун обратились к Сурхай-хану ll с просьбой о защите. Сурхай-хан ll взял их под защиту а затем присоединил их к ханству. А затем же поселил в селении Кака своих братьев Шуайб-бека и Иса-бека от которых и произошла ветвь Какинских беков. Затем он присоединил несколько агульское селение Буркихан которое он отдал под управление своему брату Саид-беку от сына которого пошла ветвь уже Буркиханских беков.
Али Каяев писал: «Сурхай-хан II был алимом, хафизом знавшим Коран наизусть. Он реставрировал три мечети в Кумухе: Бурхай мечеть, мечеть Кадия и пятничную мечеть». Мечеть в Тпиге также была отреставрирована Сурхаем.
Сурхай-хан II вместе с Ших-Али-ханом в 1796 году нанёс поражение генералу Булгакову около селения Алпан и истребили его батальон, где погиб подполковник Бакунин, пять офицеров и 240 солдат. Отряд Сурхая состоял из «Хомутаевских Казыкумыков, Ахтипарынцев, Лезгинов, и других наемщиков Ших-Али-Хана из Горских народов».
Сурхай-хан II постоянно оказывал поддержку джарским дагестанцам, упоминал их в переговорах, приходил к ним на поддержку. Так, в 1803 году генерал Гуляков с 3 батальонами пехоты, 2 сотнями казаков и 5 тысячами грузин и казахских азербайджанцев вторгся в Джаро-Белоканские общества, чтобы покорить их. Постоянные союзники вольных обществ, дагестанские горцы, не смогли прийти на помощь из-за снежных перевалов. Русские войска 9 марта, сломив сопротивление джарцев, вошли в Белокан и сожгли его. Вскоре джарские дагестанцы вновь восстали. Для подавления восстания, осенью 1803 года, Гулякову была поручена новая экспедиция. На поддержку восставших джарцев, несмотря на заморозки перейдя Кавказский хребет, пришёл Сурхай-хан со своим войском в 6 тысяч человек и Алисканд аварский с войском в 3 тыс. чел. 15 января 1804 года Гуляков с 19 ротами пехоты, 5 орудиями, казачьим полком и грузинской дружиной прибыл в Джар. Когда передовой отряд, состоявший из артиллерии, казаков и грузинской дружины, поднялся на плато, дагестанские горцы с флангов начали их обстреливать. Часть горцев бросилась на артиллерию, где находился сам Гуляков. Он погиб одним из первых. Убийство генерала вызвало панику в русских войсках. Завязалось 8-часовое сражение Согласно военной энциклопедии русские потеряли убитыми и ранеными 1 генерала, 20 офицеров и 520 нижних чинов. Численность и потери горского войска неизвестны.
Ван Гален офицер и очевидец писал о Сурхае: «Это был человек примечательный наружности. Он был высокого роста и вид имел особенно под старость, грозный. В горах он славился обширной ученостью в мусульманском духе, а по древности рода и большими связями во всем Дагестане пользовался уважением у всех соседних народов».
Сурхай-хан дал несколько десятков сражений, расширил границы ханства, и подобно своему дедушке Сурхай-хану l завоевал уважение как у лакцев так и у соседних народов, всегда находился в гуще событий, даже в 70-80 летнем возрасте неоднократно переходил рискуя жизнью с территории дагестанских земель в Персию. Под конец правления видя продвижение русских войск неоднократно давал множество присяг и обещаний однако абсолютно всё нарушил нападая на российские гарнизоны. Как писал Саид Габиев Сурхай-хан поговаривал „Надуть проклятых гяуров, я думаю, не грешно“.
Во время очередного перемирия царских властей с Сурхаем, русские уже ожидали от Сурхая очередной измены и лично Ермолов пытался отговорить его.
»…Во владениях Мустафы-хана ширванского замечены были беспокойства. Точно того же ожидали и от [13] Сурхай хана казыкумыкского, знаменитого изменника, на дочери которого женился Мустафа-хан ширванский… Сурхай-хан казыкумыкский предуведомлен также о том, что участие его в советах с горцами известно русским властям. Ему советовали остеречься от поступков, которые могут привести на память прежнее его поведение. «Вспомните лета ваши и достоинство», — писал ему Ермолов, — «и вы согласитесь со мною, что, конечно, приличествует чести [16] известного человека окончить дни свои в почтении и уважении. Сих чувств достигают одними добрыми делами. Не пренебрегите дружеского моего совета и не заставьте меня принять на себя труд дать вам лично о том наставление». Сурхай-хан, а с ним вместе и прочие коноводы не оставляли своих намерений…

Прокламация ген. Ермолова к жителям Кубинским, Дербентским и Бакинским от 19-го января 1820 года.— Дербент.
 Объявляется
Сурхай-хан Казикумухский, скрывая изменнические и злодейские свои намерения, доселе одними лживыми внушениями возмущал против Российского великого Государя народы Дагестанские; наконец, нарушив данную на верность и подданство присягу, собрав шайку разбойников, напал в Чираге на войска наши и в то же время отправил сына своего против нас в помощь Акушинцам.
В наказание гнусной измены чанки Хамбутая Казикумухского, священным именем великого Российского Г. И. в достоинство Казикумухского хана возводится полк. Аслан-хан Кюринский. Владение сие, похищенное у него злодеяниями чанки Хамбутая, поручается ему в управление за верность и усердие к Е. И. В.

Во всех областях Российских в здешней стране воспрещается принимать жителей Казикумухских, которые не будут иметь паспортов за печатью полк. Аслан-хана. Войскам повелено преследовать их оружием, как неприятелей. 

Сурхай-хан напал на Чирагский пост и истребил большую его часть, царский отряд находившийся в Чирахе защищался до крайности, однако подоспел русский отряд, который, по некоторым сведениям был предупреждён юной жительницей селения Чираг, побежавшей в день нападения к другому русскому гарнизону чтобы предупредить их, этим самым она мстила лакцам и Сурхай-хану, за то что один лакец убил её отца. В день нападения отряда Сурхай-хана был убит Щербин который нравился этой девочке. Эту девочку предупредившую русских звали Магуль. Её сакля находилась в конце аула около куста боярышника. Увидя с сакли сражение девочка поспешила в Курах и предупредила майора Верде об опасности. Таким образом отряд Овечкина или то что от него осталось был спасен.
«При Ермолове роль Сурхай-хана, более всех страшившегося появления в горах русских войск, приобретает особое значение, как роль одного из главных двигателей событий 1818 и 1819 годов в Дагестане. Он вместе с акушинцами нападает на Пестеля, посылает свои войска на помощь к мехтулинскому хану, поддерживает уцмия каракайтагского и, наконец, вместе с аварским ханом сражается при Болтугае. Уже вскоре после этого сражения Ермолов решил предпринять серьёзное движение в Гъази-Кумух».
Согласно рапорту генерала барона Вреде генералу Вельяминову (от 27 апреля 1820 года № 14. — Куба) В Курах приезжало несколько старшин Кази-кумухских. Они уверяли меня, что Казикумухцы ожидают только прибытия к ним наших войск, с появлением которых народ весь готов передаться нашему правительству, и ежели Сурхай-хан вздумает сопротивляться, избрав место к защищению, то они намерены его схватить и отдать Русским.
В 1820 году Сурхай Кунбуттай, продолжавший 30-летнюю войну против России, перед наступлением Мадатова на Лакию, находился в селении Кули в котором был его авангард, состоявший из 6,000 лакцев. Перед вторжением в Лакию, Ермолов, просил соседних с лакцами даргинцев оставаться спокойными, не верить разглашениям изменников и воздержать от соединения с Сурхаем.
12 июня 1820 года у селения Хосрек после ожесточённого сражения Сурхай-хан был разбит русскими войсками и бежал в Кумух, но кумухцы заперлись в своих стенах и не впустили в него своего владетеля. Они, как и весь народ Казикумука ненавидели его. Хан побежал в Персию. Кумухцы князя Мадатова встретили со знаменами, перевитыми зеленью, и с серебряным блюдом, полным варёного рису, на котором были сверху положены ключи крепости. 
Вошедшими в Кумух царскими войсками ханом был поставлен его племянник Аслан-хан. Незаметно пробраться из Лакии в Закавказье а затем в Персию сбежавшему Сурхай Хану помогла его дочь Тути Бике которая была замужем за илисуйским султаном, владетелем тех мест. Незадолго до смерти Сурхай-хан вернулся на родину, поселился в Согратле, и подговорил Андаляльцев напасть на Казикумух, разбить Аслан-хана для того что бы Сурхай-хан вернул себе власть. У Сурхая было значительное количество сторонников в Кази-Кумухе от чего это нападение имело шанс на успех. Нападение произошло с трёх сторон но как писали авторы оно разбилось об стойкую, молодую грудь Аслан-хана. Андаляльцы понесли огромные потери и отступили, Сурхай-хан не упал духом и заявил аварцам что собирает добровольцев в набег на Кахетию, но из за сильных потерь во время первого нападения под его руководством, пыл андаляльцев увидевших в начале в Сурхай-хане храбреца остыл. Сурхай-хан жил в Согратле, но мысль о возвращении ханства не покидала его, видя что андаляльцы его уже не слушаются он сделал новый призыв во все общества Дагестана с целью собрать дагестанцев под своим руководством. Говорят его призыв был принят в Южном Дагестане, в Табасаране и чуть было не разлился по всему Кара-Кайтагу, Кюре и Кази-Кумуху сдерживаемыми всеми мерами, хотя и с большим трудом, ставленником России Аслан-ханом, но никакого сбора войск не случилось. Впав в полное отчаяние Сурхай-хан углубился в религию, Аслан-хан несмотря на кровную вражду предложил своему старому дяде мир и звал в Кази-Кумух, но гордый и властолюбимый Сурхай-хан не согласился на это. Незадолго до смерти он купил участок для своей могилы в Согратле где поручил местным жителям похоронить себя, умер в 1827 году в Согратле. Его сын Нух до последнего сражавшийся за своего отца покинул Дагестан. Так умер как казалось тогда последний неприменимый враг России, но уже через некоторое время в 1828 году, Гази-Мухаммад был объявлен имамом Дагестана и дагестанская эпопея противостояния развернулась с новой силой.
Вообще вся трагическая фигура Сурхай-хана ll заключается в том что его непомерные политические амбии резко констрастировали с силами а главное интересами его маленького народа.

В «Сборнике материалов для описания местностей и племён Кавказа» писали:
Очень печальна и тяжела судьба многих талантливых людей в роде Сурхай-хана-Кун-Буттая, Хотя частые измены и бросают тень на его личность, однако внуки сохраняют память о нём как о любящемь свой народ правителе, не дорожившим ради славы народа даже верностью данному слову и собственною совестью. Много лет прошло с тех пор но Сурхай-хана-Кун-Буттая, как и Чолак Сурхая, ещё долго будутъ помнить сыны Лакии. Сурхай хан II умер в преклонных летах — 83 лет от роду за что получилъ прозвище «Куна-Бутта», т. е «дедушка Hарода» Он похоронен в Согратле на купленном им для этой цели участке земли. 

### Семья
Сурхай-хан II имел двух жен: первая была лачка и от неё было 4 сына и дочь, вторая была аварка, сестра Умма-хана Аварского. «Дочь Сурхай‑хана II Гюль-андаш ханум была замужем за хана Ширвана Мустафой, родственника Сурхая II». Ахмед-хан Султан Цахурский был женат на дочери Сурхай-хана II. Илисуйский султан Даниял-бек был внуком Сурхай-хана II.
Все сыновья Сурхая отличались чрезмерной храбростью. Так писарь Шамиля Гаджи-Али Чохский сравнивая сына Сурхай-хана и сына Шамиля писал «..Я расскажу одно случившееся в Дагестане происшествие. Когда Аслан-хан Казикумухский прибыл в селение Хосрек с войском, чтобы завладеть престолом своего дяди Сурхай-хана, который был не в ладах с русскими, то сын Сурхай-хана вышел с войском навстречу Аслан-хану и сказал: „Ей-богу, я не возвращусь с этого места, пока не умру“. И он действительно сражался до тех пор, пока не был убит. Отец его вышел свойском и шел на помощь, но на дороге встретил его на носилках уже убитого. Ему сказали: „Сын твой убит“. Сурхай-хан отвечал: „Необходимо было такому сыну, как он предпочесть жизни смерть, когда он видел, что такой отец, как я лишается престола“. Потом cказал несшим: „Погребите его“, и даже не взглянул на лицо убитого. Вот какова должна быть храбость!». Другой сын Сурхай-хана Закарья переходя границу вместе с отцом возвращаясь с переговоров с Персии с отрядом чуть более 100 лакцев, наткнулись на несколько сот милиции и казаков, произошла ожесточенная неравная схватка лакцев под руководством Закарьи против царских войск. «Сурхай-хан, лишенный всякой надежды на помощь персиян в виду заключенная ими с русскими 12 октября 1813 года Гюлистанскаго мира, решился вернуться въ Кази-Кумух. С конвоем въ 125 человекъ он покинулъ Тавриз и через Грузию тайно направился в родную страну. Но главнокомандующий уведомленный об этом, дал приказание послать ему на встречу несколько сот милиции и казаков. Сурхай-хан встретился с ними на переправе через Куру, где началась жаркая схватка. Озлобленные внезапным нападением русских, кази-кумухцы отчаянно бросились в ужасный, неравный бой, который длился несколько часов. Сурхай-хан, видя неравенство сил и боясь попасть в плен, выбрал самых видных из конвоя. Он приказал им под начальством его сына Закарьи-бека удерживать натиск русских, что бы дать ему возможность спастись с раненой женой. Юный Закарья-бек с горстью оставшихся кази-кумухцев ловко отбивал нападения русских, пока не были перебиты почти все. Рассказывают что молодой Закарья-бек, истекая кровью, продолжал командывать и его последние слова были: „Спасите дорогого отца моего: он нужен ещё родному народу!“ Сурхай-хан потерял в этомъ неравном сражении около сорока убитых и десять пленных, в числе которыхъ был и внукъ Сурхая, Гатам-бек.»
Сословно-поземельная комиссия в 1867 г. в разных селениях Казикумухского округа (Кумух, Халапхи, Дучи, Бегеклю, Пара, Марки, Цущар, Кули) определила и признала 48 человек потомков хана Сурхая-Хъунбутта, которые были наделены царской администрацией всеми привилегиями для «знатной» верхушки.
Примечателен взгляд лакцев на Сурхая, активного и честолюбивого правителя, как радетеля интересов народа — «отца/дедушки» которому прощаются многие недостатки.
Хъуна-Бутта переводится с лакского языка как дедушка или большой отец. По первой русские не могли понять значение этого слова и считали что это титул Сурхай-хана причем писали его по разному Хан-Бутай, Хомутай и др. На карте его владения даже указаны как «Владения Хамутая».

## Его именем названы
- Гора Сурхай-хан — горная вершина в хребте Ахарбахар (Азербайджан).
- Улица Сурхай-хана в поселке Новый Хушет (Россия, Махачкала).
- Кубок Сурхай-хана — традиционный турнир по мини-футболу среди лакских селений, проходящего в Махачкале.